# 190504 Hermanottó
190504 Hermanottó è un asteroide della fascia principale. Scoperto nel 2000, presenta un'orbita caratterizzata da un semiasse maggiore pari a 2,3563016 au e da un'eccentricità di 0,1323920, inclinata di 2,65025° rispetto all'eclittica.
L'asteroide è dedicato al biologo ungherese Ottó Herman.